# Los Shakers
Los Shakers («Лос Шейкерс») — популярний уругвайський біт-рок-гурт 1960-х років, один з ключових колективів «уругвайського вторгнення». Звучання та імідж «Los Shakers» зазнали сильного впливу «The Beatles».
На альбомах та синглах «Los Shakers» є кавер-версії пісень «The Beatles»: «Ticket To Ride» (іспанською), «Michelle», «Girl», «Yellow Submarine», «When I'm Sixty-Four». Також записали й декілька каверів інших хітів: «Keep Searching» Дела Шеннона, «It's My Party», народну шотландську пісню «My Bonnie Lies over the Ocean».

## Історія
Група була утворена у 1964 році в Монтевідео братами Г'юго та Освальдо Фатторусо після перегляду фільму «A Hard Days Night». Саунд та імідж були запозичені у «The Beatles».
Найбільшу популярність група отримала в Аргентині.
У 1968 році група розпалася.
У 2005 році учасники зібралися знову в оригінальному складі, записали диск «Bonus Tracks», виступали в Уругваї та Аргентині.
29 липня 2012 року від раку помер Освальдо Фатторусо.

## Склад
- Г'юго Фатторусо (ісп. Hugo Fattoruso) — вокал, гітара, фортепіано, губна гармоніка.
- Освальдо Фатторусо (ісп. Osvaldo Fattoruso) — вокал, гітара, перкусія.
- Роберто «Пелін» Капобьянко (ісп. Roberto «Pelín» Capobianco) — бас-гітара, бандонеон, бек-вокал.
- Карлос «Кайо» Віла (ісп. Carlos «Caio» Vila) — ударні, бек-вокал.

## Дискографія

### Альбоми
- Los Shakers (1965)
- Break It All (1966; США)
- Shakers For You (1966)
- La Conferencia Secreta Del Toto's Bar (1968)
- En El Estudio Otra Vez (1971)
- Bonus Tracks (2005)

### Сингли
- «Sigue Buscando (Keep Searching)» / «Solo En Tus Ojos (Only In Your Eyes)» (Травень 1965)
- «Rompan Todo (Break It All)» / «Más (More)» (Липень 1965)
- «No Molestar (Do Not Disturb)» / «Déjame Ir (Let Me Go)» (Жовтень 1965)
- «Quieres Por Favor (Won't You Please)» / «No Está Mal (It's Not Bad)» (Січень 1966)
- «Diles (Tell Them)» / «No Juegues (Stop The Game)» (Березень 1966)
- «Michelle» / «My Bonnie» (Травень 1966)
- «Oh Mi Amigo (Oh My Friend)» / «Siempre Tú (Always You)» (Червень 1966)
- «Muchachita (Girl)» / «Déjame Solo (Let Me Alone)» (Серпень 1966)
- «Submarino Amarillo (Yellow Submarine)» / «Espero Que Les Guste 042 (I Hope You'll Like It 042)» (Вересень 1966)
- «Nunca Nunca (Never Never)» / «Déjame Decirte (Let Me Tell You)» (Листопад 1966)
- «Pelota De Goma Roja (Red Rubber Ball)» / «No Llames Más Por Teléfono, Nena (Don't Call Me On The Telephone Anymore, Baby)» (Січень 1967)
- «La Tierra De Las Mil Danzas (The Land Of A Thousand Dances)» / «Aleluya (Hallelujah)» (Лютий 1967)
- «Marilú (Peek-A-Boo)» / «Si Lo Supiera Mamá (If I Knew Mother)» (Травень 1967)
- «Cuando Tenga Sesenta Y Cuatro (When I'm Sixty-Four)» / «Adorable Lola (Lovely Lola)» (Вересеньr 1967)
- «Mi Tía Clementina (My Aunt Clementine)» / «El Pino Y La Rosa (The Pine And The Rose)» (Травень 1968)

### Збірники
- Archivo Secreto (1967)
- La Vigencia De Los Shakers (1976)
- Los Ineditos De Los Shakers (1977)
- All The Best (1999)
- ¡Por Favor! (2000)
- Los Shakers + Shakers for You